# Le Fresne
Le Fresne ist eine französische Gemeinde mit 75 Einwohnern (Stand 1. Januar 2022) im Département Marne in der Region Grand Est. Sie gehört zum Arrondissement Châlons-en-Champagne und zum Kanton Châlons-en-Champagne-3. 

## Geografie
Die Gemeinde Le Fresne liegt am Oberlauf der Moivre inmitten der Trockenen Champagne, etwa 24 Kilometer östlich von Châlons-en-Champagne. Die Landschaft um Le Fresne ist geprägt von sehr großen Ackerflächen und Getreidesilos sowie mehreren Trockentälern.

## Nachbargemeinden
| Marson                                      | Moivre                                      | Somme-Yèvre       |
| Coupéville                                  | Kompassrose, die auf Nachbargemeinden zeigt | Bussy-le-Repos    |
| Dampierre-sur-Moivre, Saint-Jean-sur-Moivre |                                             | Vanault-le-Châtel |

## Bevölkerungsentwicklung

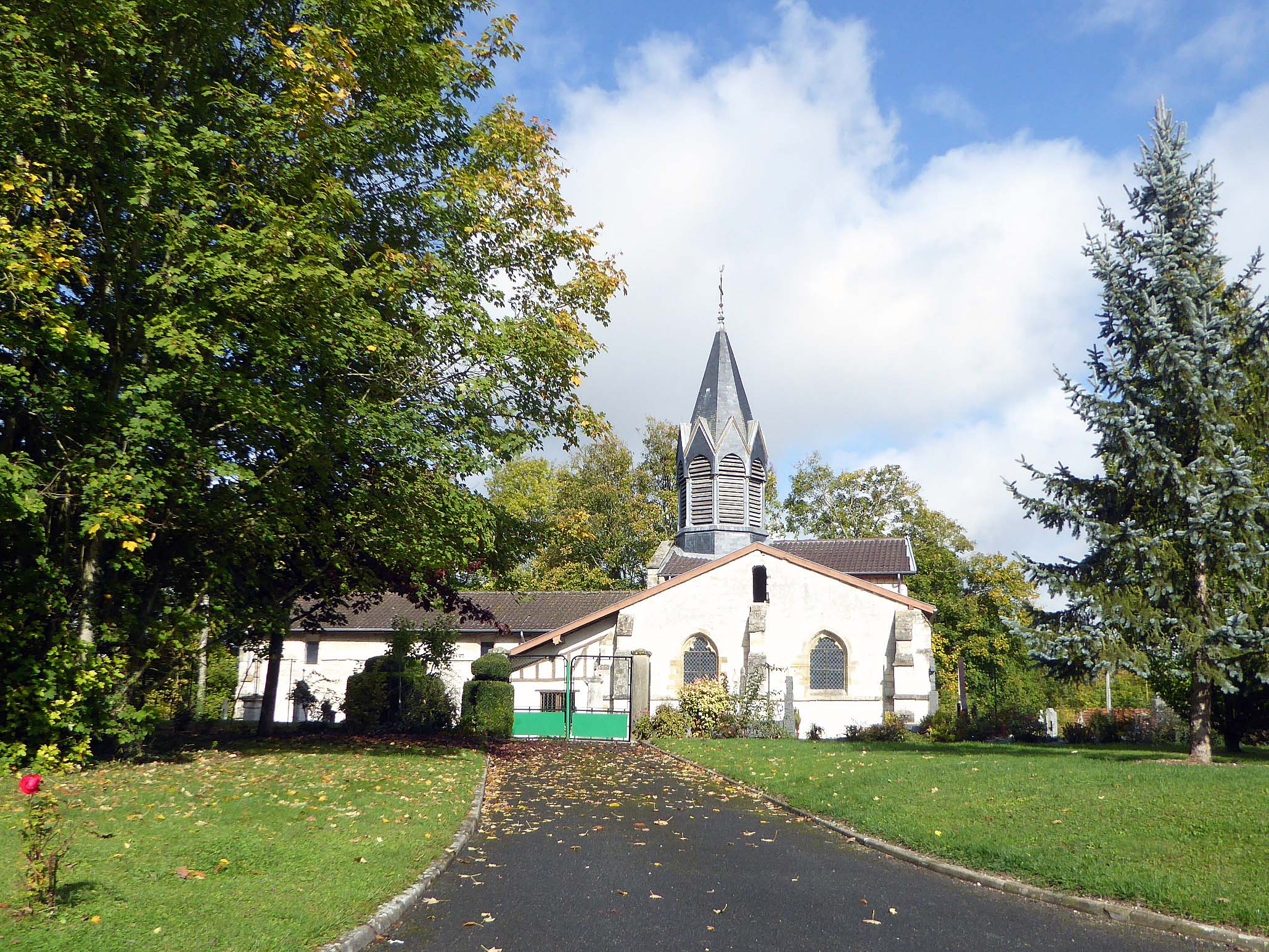
Himmelfahrtskirche in Le Fresne

| Jahr                       | 1962 | 1968 | 1975 | 1982 | 1990 | 1999 | 2008 | 2018 |
| -------------------------- | ---- | ---- | ---- | ---- | ---- | ---- | ---- | ---- |
| Einwohner                  | 78   | 54   | 48   | 48   | 55   | 49   | 56   | 76   |
| Quellen: Cassini und INSEE |      |      |      |      |      |      |      |      |